# Eusebio Leal
Eusebio Leal Spengler (La Habana, 11 de septiembre de 1942-31 de julio de 2020) fue un historiador cubano, especialista en la historia de la ciudad de La Habana.

## Biografía
Nació el 11 de septiembre de 1942 en La Habana. De formación autodidacta, a los 16 años, comenzó a trabajar en el gobierno municipal donde alcanzó el nivel de sexto grado. Como otros jóvenes interesados por la Historia, fue acogido por Emilio Roig y orientado por él en su vocación. Sin haber obtenido oficialmente más nivel escolar, y luego de una ingente preparación, presentó exámenes de suficiencia académica en la Facultad de Filosofía e Historia de la Universidad de La Habana, que le permitieron ingresar a este centro de altos estudios por Decreto Rectoral para cursar la Licenciatura en Historia en 1974 y concluyó sus estudios en 1979.
Doctor en Ciencias Históricas y Maestro en Ciencias Arqueológicas, Historiador de la Ciudad y Director del Programa de Restauración del Patrimonio de la Humanidad, se ha distinguido de manera particular por la conducción de las obras de restauración del Casco Histórico de La Habana, declarado por la Unesco en 1982 Patrimonio de la Humanidad. Director del Museo de la Ciudad y de la Oficina del Historiador, asumió importantes obras como la restauración del Palacio de los Capitanes Generales, antigua Casa de Gobierno, hoy sede del Museo de la Ciudad de La Habana. En 1981 se le confirió la responsabilidad de conducir las obras del Centro Histórico de La Habana. En 1998 fue el encargado de realizar el pregón de las Fiestas de la Mercè de Barcelona, con un discurso en el que repasó históricamente las relaciones de Barcelona y Cataluña con Cuba, reivindicando la vigencia de dichos lazos.
Cursó estudios de posgrado sobre restauración de Centros Históricos, por beca conferida por el Ministerio de Relaciones Exteriores de la República Italiana.
Los restos del doctor Leal Spengler, descansan en el Jardín Madre Teresa de Calcuta, al fondo de la Basílica Menor del 
Convento de San Francisco de Asís, en La Habana Vieja.

## Grados científicos
Es poseedor de los siguientes grados científicos:
- Doctor en Ciencias Históricas, Universidad de La Habana.

- Maestro en Ciencias Arqueológicas, Universidad de La Habana.

- Maestro en Estudios sobre América Latina, el Caribe y Cuba.

## Condecoraciones
- Doctor Honoris Causa por la Universidad Nacional Mayor de San Marcos.
- Doctor Honoris Causa  por la Universidad Central de Chile.[6][7]
- Medalla de la Alfabetización de la República de Cuba.
- Orden del Libertador Simón Bolívar, Venezuela.
- Gran Cruz de la Orden de Carlos III, España.[8]
- Gran Cruz de la Orden de Isabel la Católica, España.[9]
- Gran cruz de la Orden de Alfonso X el Sabio[10]
- Orden de las Artes y las Letras de Francia.
- Orden Víctor Hugo, conferida por el director general de la Unesco.
- Orden Pro-Mérito Melitense de la Soberana y Militar Orden de San Juan de Jerusalén de Rodas y Malta.
- Comendador de la Orden de San Juan de Jerusalén de Rodas y Malta.
- Oficial de la Orden al Mérito de la República Italiana.
- Medalla conmemorativa de la ciudad de Roma, Excavaciones arqueológicas del Lacio.
- Gran Oficial de la Orden al Mérito por Servicios Distinguidos, Perú. (luego elevado a Gran Cruz)
- Condecoración al Mérito para la Cultura Polaca.
- Decoración plateada de la Orden del Mérito de la República Popular de Polonia (luego elevado a Decoración dorada).
- Medalla 1300 años del Estado Búlgaro.
- Medalla por el XL aniversario de la victoria sobre el fascismo de la República de Bulgaria.
- Medalla por el XL aniversario de la victoria sobre el fascismo de la República Socialista de Checoslovaquia.
- Distinción de la Asociación Asturiana "Jovellanos".
- Mención del Parlamento Argentino "Encuentro entre dos culturas".
- Comendador de la Orden Nacional al Mérito, Colombia.
- Comendador de la Orden Heráldica de Cristóbal Colón, República Dominicana.
- Distinción del Patronato del Faro a Colón en República Dominicana.
- Orden de Juan Marinello, Cuba.
- Embajador de Buena Voluntad del Programa de las Naciones Unidas para el Desarrollo.
- Orden de Mayo, Argentina.
- Comendador de la Orden al Mérito de la República de Polonia, otorgada por el presidente de la República.
- Premio de la Ciudad de Barcelona.
- Comendador de la Orden Vasco Núñez de Balboa, otorgada por el presidente de Panamá.
- Gran Oficial de la Orden de Río Branco, Brasil.
- Orden de Lázaro Peña, otorgada por la Central de Trabajadores de Cuba.
- Premio de Más Alto Honor, otorgado por la Universidad Soka, Gakai de Tokio.
- Caballero de la Orden Nacional de la Legión de Honor, nombrado por el presidente de la República Francesa.
- Mención de Oro de Arquitectura, otorgada por la Unión Nacional de Arquitectos e Ingenieros de Cuba.
- Gran Orden del Ministerio de Cultura de la República de Colombia.
- Nombrado por unanimidad Académico Correspondiente en Cuba de la Academia Mexicana de la Lengua, en su sesión del 13 de noviembre de 2003.[11]
- Doctor Honoris Causa, por el Instituto Superior Politécnico “José Antonio Echeverría”, centro rector de la enseñanza técnica en Cuba.
- Premio Internacional Reina Sofía de Conservación y Restauración del Patrimonio Cultural Material, 2007.[12]
- En el 2008 se le otorgó la Distinción Miguel de Cervantes y Saavedra conferida por la Federación de Sociedades Españolas de Cuba.
- Orden Nacional del Mérito otorgada por la República del Paraguay.

Miembro de:
- Comisión Permanente de Relaciones Internacionales de la Asamblea Nacional de Cuba.
- Grupo de Patrimonio del Ministerio de Cultura de la República de Cuba.
- Consejo Científico de la Universidad de La Habana.
- Consejo Técnico Asesor del Ministerio de Educación de la República de Cuba.
- Consejo Científico de la Facultad de Artes y Letras de la Universidad de La Habana.
- Miembro de Honor de la Academia de Ciencias de Cuba.
- Miembro de Honor de la Unión Nacional de Historiadores de Cuba.
- Miembro de Honor de la Unión de Escritores y Artistas de Cuba (UNEAC).
- Miembro de Honor del CICOP (Centro Internacional para la Conservación del Patrimonio).
- Comité Asesor para la Erradicación de la Pobreza del Programa de las Naciones Unidas para el Desarrollo.
- National Geographic Society.
- The Society Smithsonian, Estados Unidos.
- National Trust of Preservation, Inglaterra
- De Honor de la Organización Iberoamericana de Cooperación Intermunicipal (OICI)
- Academia de Historia de Cartagena de Indias
- Embajador Universal de la Paz (Universal Peace Ambassador) (2)
- Miembro correspondiente de la Real Academia de la Historia de Madrid (1996).[13]

Asesor de:
- Unión de Ciudades Capitales Iberoamericanas (UCCI)
- Consejo de la Asociación Latinoamericana de los Derechos Humanos (ALDHU) con sede en Quito, Ecuador

Obras literarias principales:
- Regresar en el tiempo
- Detén el paso caminante
- Verba Volant
- Fiñes
- Carlos Manuel de Céspedes, el diario perdido
- La luz sobre el espejo
- Para no olvidar
- Poesía y palabra (I y II)
- Fundada esperanza

## Reconocimientos
- Una escultura en bronce, en tamaño natural, del que fuera historiador de La Habana, Eusebio Leal, fue emplazada en la entrada del emblemático Palacio de los Capitanes Generales, denominado actualmente Museo de la Ciudad.[15][16]